# 金沢市警察
金沢市警察（かなざわしけいさつ）は、かつて存在した石川県金沢市の自治体警察。

## 概要
旧警察法の施行で、従来の石川県警察部が解体され、1948年（昭和23年）3月7日に金沢市警察局が設置された。同年12月に金沢市警察本部と改称した。
その後、1954年（昭和29年）に、旧警察法が全面改正される形で新警察法が公布された。これにより国家地方警察と自治体警察が廃止され、新たに都道府県警察として石川県警察が発足。金沢市警察も石川県警察に統合され、姿を消した。

## 組織
1949年（昭和24年）時点
- 警務部
  - 秘書企画課、警務課
- 警ら部
  - 警ら課、交通課
- 刑事部
  - 捜査課、青少年防犯課、経済保安課

## 警察署
1949年（昭和24年）時点
- 広坂警察署（現・金沢中警察署）
- 玉川警察署（現・金沢東警察署）
- 金石警察署（現・金沢西警察署）